# رؤیای نوجوانی (آلبوم کیتی پری)
رویای نوجوانی (به انگلیسی: Teenage Dream) سومین آلبوم استودیویی از خوانندهٔ آمریکایی كیتی پری می‌باشد که در ۲۴ آگوست سال ٢٠١٠ از سوی کپیتال رکوردز منتشر گردید. از نظر موسیقایی، این ضبط شامل آهنگهایی در ژانرهای پاپ و راک است،با تأثیرات دیسکو، الکترونیک، فانک، هاوس، گوتیک راک و هیپ هاپ در کل آلبوم. از نظر غنایی، حول عشق جوان، مهمانی، توانمند سازی خود و رشد شخصی می چرخد. پری در نوشتن هر آهنگ در آلبوم همکاری داشت و همچنین با تعدادی از تهیه کنندگان و نویسندگان از جمله دکتر لوک، مکس مارتین، بنی بلانکو، تریکوی استوارت، استارگیت، گرگ ولز، بانی مک کی و استر دین همکاری داشت.
پس از انتشار، رؤیای نوجوانی بیشتر انتقادات مختلفی را از منتقدان موسیقی دریافت کرد، آنها ضمن تعریف از جنبه های دیگر، از تولید، مضامین آلبوم و توانایی صوتی پری تعریف کردند. با این حال، آلبوم با استقبال کلی منتقدان موسیقی روبرو شد و در لیست بهترین آلبوم های دهه اخیر قرار گرفت. این آلبوم، در شماره یک بیلبورد ٢٠٠ ایالات متحده قرار گرفت. بعداً توسط انجمن صنعت ضبط آمریكا  گواهی ٨ پلاتین را دریافت كرد و به فروش ٣.١ میلیون نسخه در ایالات متحده رسیده است و سه سال متوالی در ٤٠ فهرست برتر پایانی بیلبورد ٢٠٠ سال قرار گرفت. همچنین این آلبوم ١.٣ میلیون نسخه در انگلستان به فروش رساند، تا جایی که از طرف صنعت ضبط بریتانیا دارای ٤ پلاتین شد. تا جولای ٢٠١٣، رؤیای نوجوانی ٦ میلیون نسخه در سراسر جهان فروخته بود. این آلبوم و تک آهنگ هایش هفت نامزدی جایزه گرمی از جمله آلبوم سال، بهترین آلبوم آوازی پاپ و رکورد سال را برای پری كسب كرد. همچنین در جوایز جونو ٢٠١١ برنده آلبوم بین المللی سال شد.
پیش از منتشر شدن آلبوم تک آهنگ های شماره یک «دختران كالیفرنیا» «رؤیای نوجوانی» ساخته شدند و بعداً تک آهنگ های شماره یک «آتش‌بازی»، «ئی.تی» و « شب جمعه گذشته» تولید شدند. ششمین آن - «آنکه رها کرد» - در جایگاه سوم جدول داغ ١٠٠ بیلبورد قرار گرفت. رؤیای نوجوانی دومین آلبوم در تاریخ است که پنج تک آهنگ شماره یک منتشر می کند (بعد از آلبوم بد مایکل جکسون در سال ١٩٨٧)، و اولین آلبوم توسط زن برای رسیدن به این نقطه. هر شش تک آهنگ فوق الذکر، علاوه بر دو نسخه از نسخه دیگر آلبوم، بیش از دو میلیون بار دانلود دیجیتال در ایالات متحده به فروش رسانده اند که در دوران دیجیتال رکورددار تک آهنگ های چند پلاتینی از یک آلبوم، شکستن رکورد قبلی آلبوم اول فرگی، که دارای پنج آهنگ چند پلاتینی بود. برای تبلیغ آلبوم، پری از سال ٢٠١١ تا ٢٠١٢ تور رویاهای کالیفرنیا را آغاز کرد.

## تور
تور رویاهای کالیفرنیا دومین تور - کنسرت کیتی پری خواننده و ترانه‌سرای امریکایی بود که در حمایت از سومین آلبوم او به نام رویای نوجوانی صورت گرفت. این تور از ۲۰ فوریه ۲۰۱۱ در لیسبون پرتغال آغاز شد و در ۲۲ ژانویه ۲۰۱۲ در پاسای فیلیپین پایان یافت.

## جایزه اسپات‌لایت
بعد از اینکه ۵ تک‌آهنگ یادشده از این آلبوم در جدول ۱۰۰ آهنگ داغ بیلبورد شماره یک شد، توانست با مایکل جکسون در رکورد «پرشماره‌یک‌ترین آلبوم جهان در جدول ۱۰۰ آهنگ داغ بیلبورد» سهیم شود؛ رکوردی از آلبوم بـَـد مایکل جکسون که برای ۲۴ سال به تنهایی برای مایکل بود.کیتی نخستین زن و تنها فرد زنده ای است که موفق به دریافت این جایزه شده است.

## فهرست ترانه‌ها
| شماره | نام                                    | پانویس   | مدت‌زمان |
| ----- | -------------------------------------- | -------- | ------- |
| ۱     | رویای نوجوانی                          | [ پ ۱ ]  | ۳:۴۷    |
| ۲     | شب جمعه گذشته                          | [ پ ۲ ]  | ۳:۵۰    |
| ۳     | دختران کالیفرنیا (به همراهی اسنوپ داگ) | [ پ ۳ ]  | ۳:۵۵    |
| ۴     | آتش‌بازی                                | [ پ ۴ ]  | ۳:۴۸    |
| ۵     | طاووس                                  | [ پ ۵ ]  | ۳:۵۱    |
| ۶     | دایره خالی                             | [ پ ۶ ]  | ۴:۳۲    |
| ۷     | آن کسی که ول کرد                       | [ پ ۷ ]  | ۳:۴۷    |
| ۸     | ای.تی                                  | [ پ ۸ ]  | ۳:۲۶    |
| ۹     | من برای چه کسی زندگی میکنم؟            | [ پ ۹ ]  | ۴:۰۸    |
| ۱۰    | مروارید                                | [ پ ۱۰ ] | ۴:۰۸    |
| ۱۱    | ضربان قلب مرغ مگس                      | [ پ ۱۱ ] | ۳:۳۲    |
| ۱۲    | نه مثل فیلم‌ها                          | [ پ ۱۲ ] | ۴:۰۱    |

## برابرهای انگلیسی
1. ↑  Teenage Dream
2. ↑  Last Friday Night
3. ↑  California Gurls
4. ↑  Firework
5. ↑  Peacock
6. ↑  Circle the Drain
7. ↑  The One That Got Away
8. ↑  E.T
9. ↑  Who Am I Living For
10. ↑   Pearl
11. ↑  Hummingbird Heartbeat
12. ↑  Not Like the Movies"